# Gertrude Nadia Sèna Dossa
Gertrude Nadia Sèna Dossa, née le 16 novembre 1990  à Porto-Novo au Bénin est une femme politique béninoise.

## Biographie

### Origine, Famille, Education
Gertrude Nadia Sèna Dossa est née le 16 novembre 1990 à Porto-Novo, ville située dans le département de l'Ouémé au sud est du Bénin. Elle est issue d'une fratrie de cinq enfants.
Diplômée d'une licence professionnelle en marketing et action commerciale, elle est élue Miss Bénin 2013.

### Carrière
Nadia Gertrude Dossa participe aux élections communales du 17 mai 2020 en tant que troisième titulaire sur la liste du parti politique de l’Union Progressiste. À la suite des élections communales de 2020, elle obtient le poste de la cheffe du deuxième arrondissement de la ville de Porto-Novo. Elle est aussi membre de la commission genre affaire sociale et participation citoyenne au sein de l’association nationale des communes du Bénin.
En septembre 2021, elle rejoint le bureau exécutif de la fédération béninoise de handball en occupant le poste du responsable chargé de la communication,,,.

## Distinctions
Dans le cadre de la Journée internationale des femmes, édition 2014, elle est élevée de manière exceptionnelle et civile à l'ordre du Mérite du Bénin au grade d'officier, prenant rang à partir du jeudi 13 mars 2014, date de sa réception dans l'ordre.